# Syllomatia
Syllomatia is een geslacht van vlinders van de familie bladrollers (Tortricidae), uit de onderfamilie Tortricinae.

## Soorten
- S. pertinax (Meyrick, 1910)
- S. pirastis (Meyrick, 1910)
- S. xythopterana (Meyrick, 1881)